# Liste der Kulturdenkmäler in Westuffeln
Die folgende Liste enthält die in der Denkmaltopographie ausgewiesenen Kulturdenkmäler auf dem Gebiet des Ortsteils Westuffeln der  Stadt Calden, Landkreis Kassel, Hessen.
Hinweis: Die Reihenfolge der Denkmäler in dieser Liste orientiert sich an der Anschrift, alternativ ist sie auch nach der Bezeichnung oder der Bauzeit sortierbar.
Kulturdenkmäler werden fortlaufend im Denkmalverzeichnis des Landes Hessen durch das Landesamt für Denkmalpflege Hessen auf Basis des Hessischen Denkmalschutzgesetzes (HDSchG) geführt. Die Schutzwürdigkeit eines Kulturdenkmals hängt nicht von der Eintragung in das Denkmalverzeichnis des Landes Hessen oder der Veröffentlichung in der Denkmaltopographie ab.

Das Vorhandensein oder Fehlen eines Objekts in dieser Liste ist keine rechtsverbindliche Auskunft darüber, ob es Kulturdenkmal ist oder nicht: Diese Liste entspricht möglicherweise nicht dem aktuellen Stand der offiziellen Denkmaltopographie. Diese ist für Hessen in den entsprechenden Bänden der Denkmaltopographie Bundesrepublik Deutschland und im Internet unter DenkXweb – Kulturdenkmäler in Hessen einsehbar. Auch diese Quellen sind, obwohl sie durch das Landesamt für Denkmalpflege Hessen aktualisiert werden, nicht immer aktuell, da es im Denkmalbestand immer wieder Änderungen gibt.
Eine verbindliche Auskunft erteilt allein das Landesamt für Denkmalpflege Hessen.
Nutze diese Kartenansicht, um Koordinaten in der Liste zu setzen. In dieser Kartenansicht sind Kulturdenkmale ohne Koordinaten mit einem roten bzw. orangen Marker dargestellt und können in der Karte gesetzt werden. Kulturdenkmale ohne Bild sind mit einem blauen bzw. roten Marker gekennzeichnet, Kulturdenkmale mit Bild mit einem grünen bzw. orangen Marker.

## Westuffeln

### Gesamtanlage
| Bild                                          | Bezeichnung                                         | Lage                           | Beschreibung | Bauzeit         | Daten |
| --------------------------------------------- | --------------------------------------------------- | ------------------------------ | --- | --------------- | ----- |
| Bild gesucht BW                               | Gesamtanlage Westuffeln                             | Lage                           | An der Erpe 1; An der Tränke 1–9, 2–16; Freiherr-vom-Stein-Straße 3–13a, 2–18; Grebensteiner Straße 1–19, 2–24; Kasseler Straße 1–49, 4–42; Kirchplatz 1–9, 2–4; Lohweg 3; Mühlenweg 1–9, 2–22; Schulstraße 1–7a, 2. |                 |       |
| Ständerbau An der Tränke 9                    | Ständerbau An der Tränke 9                          | An der Tränke 9 Lage           | |                 |       |
| Flurquerdielenbau Grebensteiner Straße 2      | Flurquerdielenbau Grebensteiner Straße 2            | Grebensteiner Straße 2 Lage    | |                 |       |
| Bild gesucht BW                               | Wohnwirtschaftsgebäude Grebensteiner Straße 5       | Grebensteiner Straße 5 Lage    | |                 |       |
| Bild gesucht BW                               | Flurquerdielenhaus Kasseler Straße 4                | Kasseler Straße 4 Lage         | |                 |       |
| Bild gesucht BW                               | Flurquerdielenhaus Kasseler Straße 6                | Kasseler Straße 6 Lage         | |                 |       |
| Bild gesucht BW                               | Flurquerdielenhaus Kasseler Straße 8                | Kasseler Straße 8 Lage         | |                 |       |
| Bild gesucht BW                               | Fachwerkhaus Kasseler Straße 9                      | Kasseler Straße 9 Lage         | |                 |       |
| Bild gesucht BW                               | Wohnwirtschaftsgebäude Kasseler Straße 10           | Kasseler Straße 10 Lage        | |                 |       |
| Bild gesucht BW                               | Flurquerdielenhaus Kasseler Straße 11               | Kasseler Straße 11 Lage        | |                 |       |
| Bild gesucht BW                               | Flurquerdielenhaus Kasseler Straße 13               | Kasseler Straße 13 Lage        | |                 |       |
| Wohnwirtschaftsgebäude Kasseler Straße 14     | Wohnwirtschaftsgebäude Kasseler Straße 14           | Kasseler Straße 14 Lage        | |                 |       |
| Flurquerdielenhaus Kasseler Straße 16         | Flurquerdielenhaus Kasseler Straße 16               | Kasseler Straße 16 Lage        | |                 |       |
| Bild gesucht BW                               | Flurquerdielenhaus Kasseler Straße 17               | Kasseler Straße 17 Lage        | |                 |       |
| Flurquerdielenhaus Kasseler Straße 18         | Flurquerdielenhaus Kasseler Straße 18               | Kasseler Straße 18 Lage        | |                 |       |
| Flurquerdielenhaus Kasseler Straße 19         | Flurquerdielenhaus Kasseler Straße 19               | Kasseler Straße 19 Lage        | |                 |       |
| Fachwerkhaus Kasseler Straße 21               | Fachwerkhaus Kasseler Straße 21                     | Kasseler Straße 21 Lage        | |                 |       |
| Fachwerkhaus Kasseler Straße 23               | Fachwerkhaus Kasseler Straße 23                     | Kasseler Straße 23 Lage        | |                 |       |
| Fachwerkhaus Kasseler Straße 25               | Fachwerkhaus Kasseler Straße 25                     | Kasseler Straße 25 Lage        | |                 |       |
| Querdielenhaus Kasseler Straße 27             | Querdielenhaus Kasseler Straße 27                   | Kasseler Straße 27 Lage        | |                 |       |
| Fachwerkhaus Kasseler Straße 28               | Fachwerkhaus Kasseler Straße 28                     | Kasseler Straße 28 Lage        | |                 |       |
| Fachwerkhaus Kasseler Straße 29               | Fachwerkhaus Kasseler Straße 29                     | Kasseler Straße 29 Lage        | |                 |       |
| Fachwerkhaus Kasseler Straße 30               | Fachwerkhaus Kasseler Straße 30                     | Kasseler Straße 30 Lage        | |                 |       |
| Fachwerkhaus Kasseler Straße 31               | Fachwerkhaus Kasseler Straße 31                     | Kasseler Straße 31 Lage        | |                 |       |
| Fachwerkhaus Kasseler Straße 34               | Fachwerkhaus Kasseler Straße 34                     | Kasseler Straße 34 Lage        | |                 |       |
| Fachwerkhaus Kasseler Straße 35               | Fachwerkhaus Kasseler Straße 35                     | Kasseler Straße 35 Lage        | |                 |       |
| Doppelbacksteinhaus Kasseler Straße 36 und 38 | Doppelbacksteinhaus Kasseler Straße 36 und 38       | Kasseler Straße 36 und 38 Lage | |                 |       |
| Querdielenhaus Kasseler Straße 37             | Querdielenhaus Kasseler Straße 37                   | Kasseler Straße 37 Lage        | |                 |       |
| Bild gesucht BW                               | Flurquerdielenhaus Kasseler Straße 39               | Kasseler Straße 39 Lage        | |                 |       |
| Backsteinwohnhaus Kasseler Straße 40          | Backsteinwohnhaus Kasseler Straße 40                | Kasseler Straße 40 Lage        | |                 |       |
| Fachwerkhaus Kasseler Straße 41               | Fachwerkhaus Kasseler Straße 41                     | Kasseler Straße 41 Lage        | |                 |       |
| Fachwerkhaus Kasseler Straße 43               | Fachwerkhaus Kasseler Straße 43                     | Kasseler Straße 43 Lage        | |                 |       |
| Hofanlage Kasseler Straße 45                  | Hofanlage Kasseler Straße 45                        | Kasseler Straße 45 Lage        | |                 |       |
| Fachwerkhaus Kasseler Straße 47               | Fachwerkhaus Kasseler Straße 47                     | Kasseler Straße 47 Lage        | |                 |       |
| Flurquerdielenhaus Kasseler Straße 49         | Flurquerdielenhaus Kasseler Straße 49               | Kasseler Straße 49 Lage        | |                 |       |
| Bild gesucht BW                               | Sandsteinbrücke über die Lohhecke                   | Kasseler Straße Lage           | |                 |       |
| Bild gesucht BW                               | Rähmbaus Kirchplatz 3                               | Kirchplatz 3 Lage              | |                 |       |
| Bild gesucht BW                               | Rähmbaus Kirchplatz 7                               | Kirchplatz 7 Lage              | |                 |       |
| weitere Bilder                                | Evangelische Pfarrkirche                            | Kirchplatz 9 Lage              | Romanischer Westturm mit ursprünglichem Eingang an der Südseite, die Haubenlaterne von 1792. Das Kirchenschiff von 1883-1884 in neugotischen Formen. Reich geschnitztes Epitaph von der Malsburg, 1694.              | 12. Jahrhundert |       |
| Bild gesucht BW                               | Wohnwirtschaftsgebäude Mühlenrain 10                | Mühlenrain 10 Lage             | |                 |       |
| Bild gesucht BW                               | Fachwerkwohnhaus Mühlenweg 5                        | Mühlenweg 5 Lage               | |                 |       |
| Bild gesucht BW                               | Flurquerdielenhaus mit Durchfahrtstenne Mühlenweg 7 | Mühlenweg 7 Lage               | |                 |       |
| Bild gesucht BW                               | Wohnhaus mit Durchfahrtstenne Mühlenweg 8           | Mühlenweg 8 Lage               | |                 |       |
| Bild gesucht BW                               | Fachwerkwohnhaus Mühlenweg 10 und 12                | Mühlenweg 10 und 12 Lage       | |                 |       |
| Bild gesucht BW                               | Doppelwohnhaus Mühlenweg 18 und 20                  | Mühlenweg 18 und 20 Lage       | |                 |       |
| Bild gesucht BW                               | Wohnwirtschaftsgebäude Mühlenweg 22                 | Mühlenweg 22 Lage              | |                 |       |
|                                               |                                                     | Schulstraße 1/3 Lage           | |                 |       |
|                                               |                                                     | Schulstraße 2 Lage             | |                 |       |
| Bild gesucht BW                               | Flurquerdielenhaus Schulstraße 5                    | Schulstraße 5 Lage             | |                 |       |
| Bild gesucht BW                               | Flurquerdielenhaus Schulstraße 7                    | Schulstraße 7 Lage             | |                 |       |
| Bild gesucht BW                               | Friedhof                                            | Teichstraße Lage               | Offene Einsegnungshalle in Fachwerk mit kleinem Predigtstand. 1963 restauriert und erweitert. | 1694            |       |

Denkmäler der Gesamtanlage Westuffeln ohne eigenen Eintrag in der Topographie
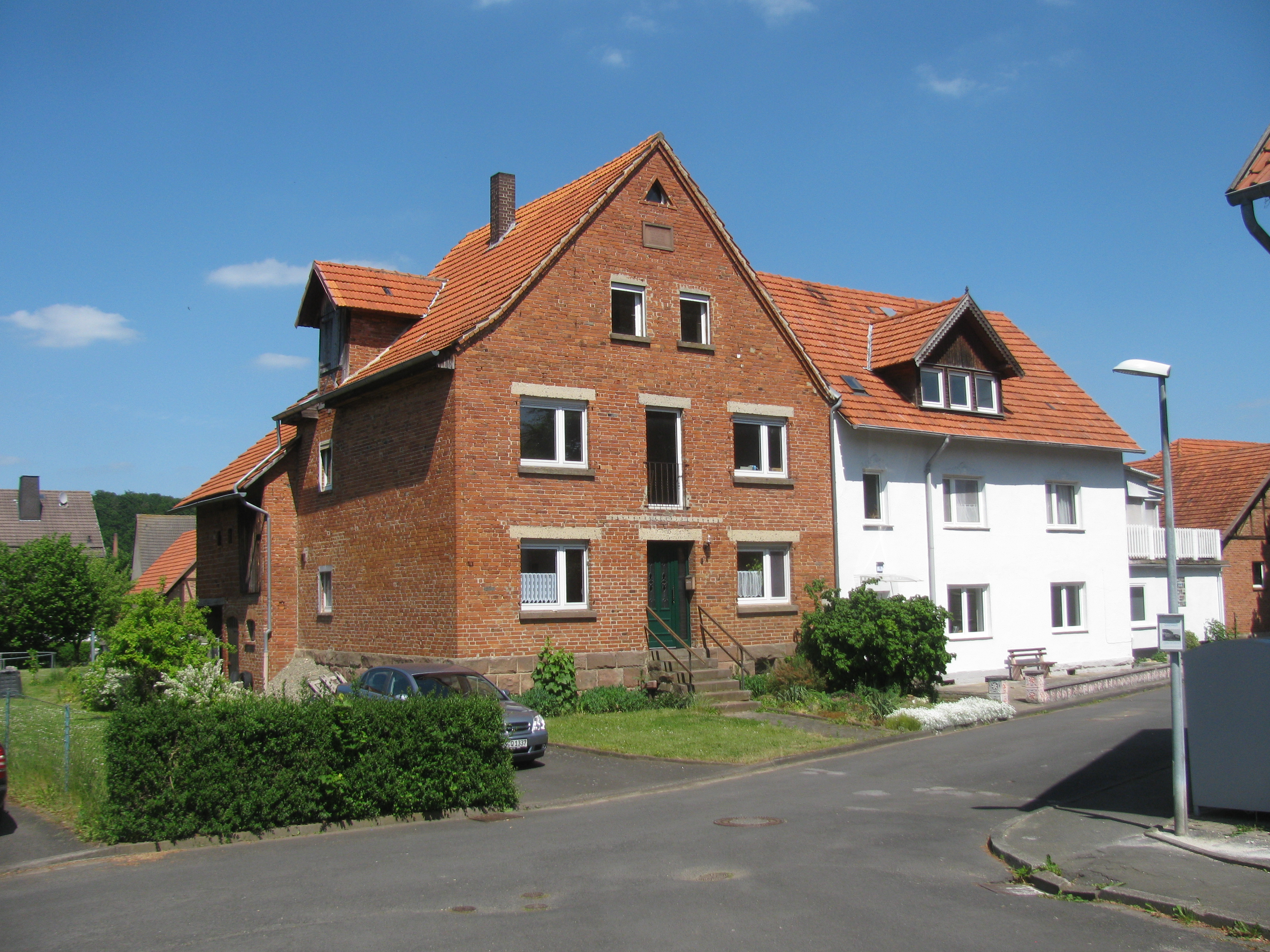
An der Tränke 8
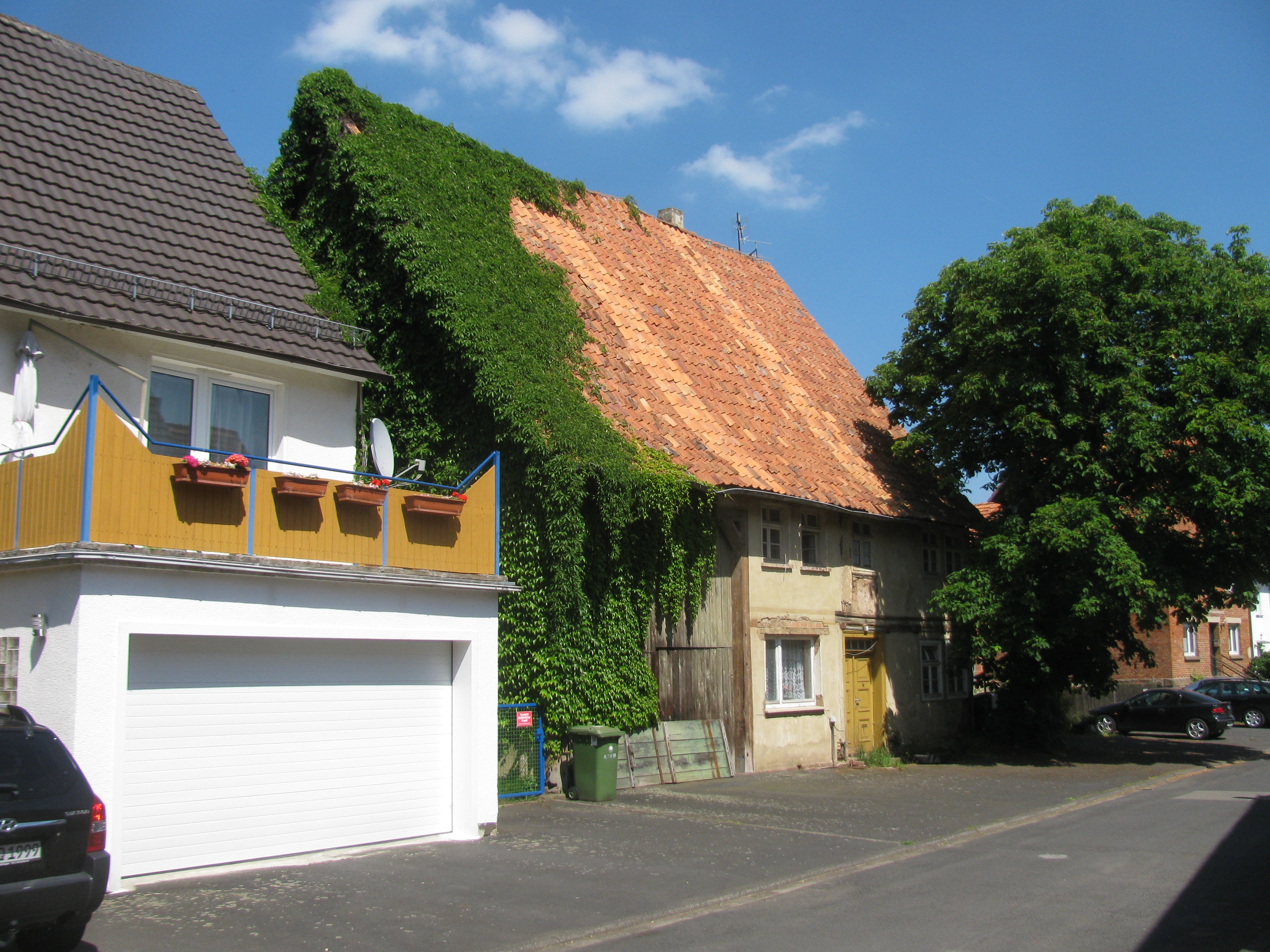
An der Tränke 10
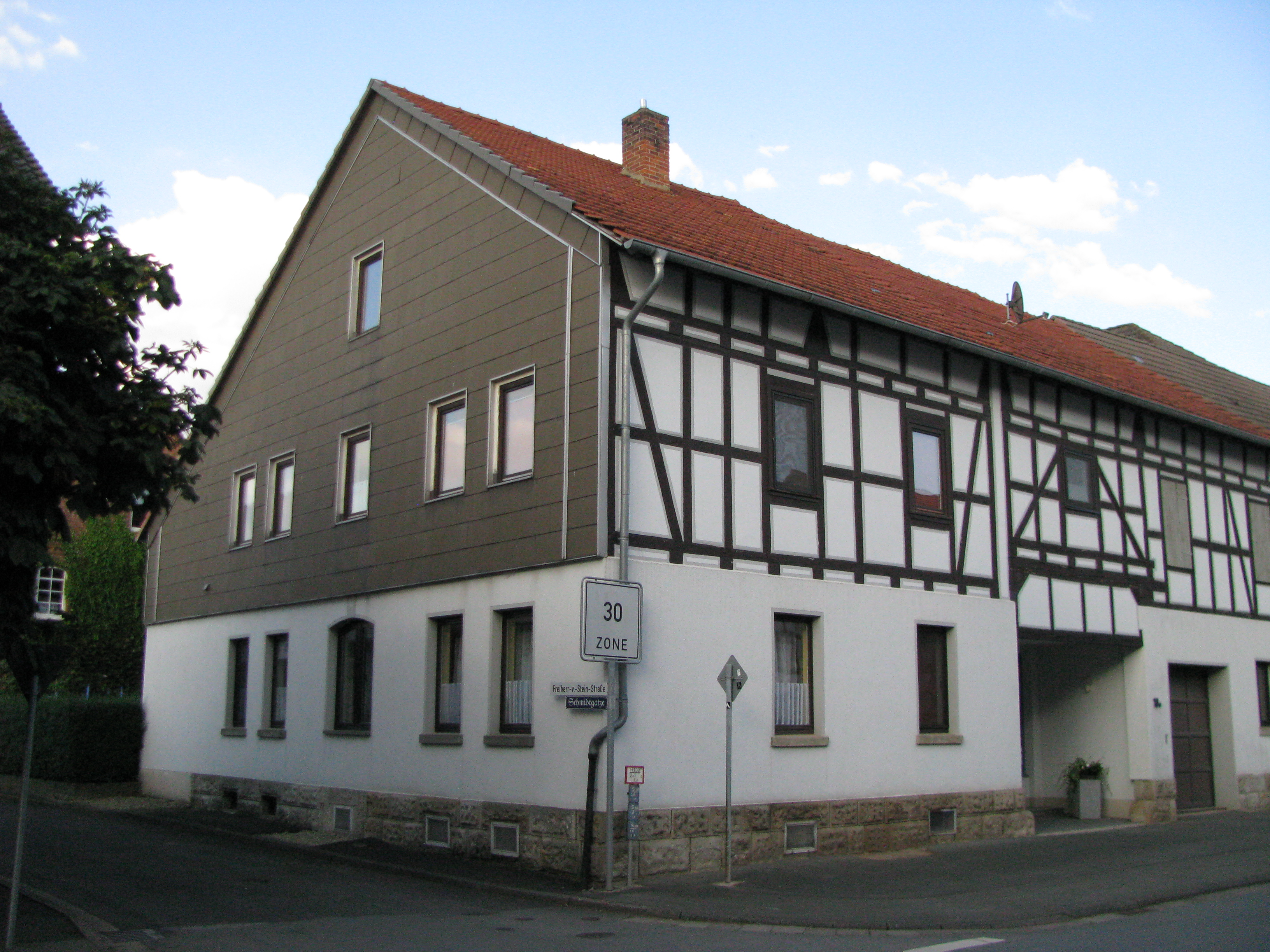
Freiherr-vom-Stein-Straße 2
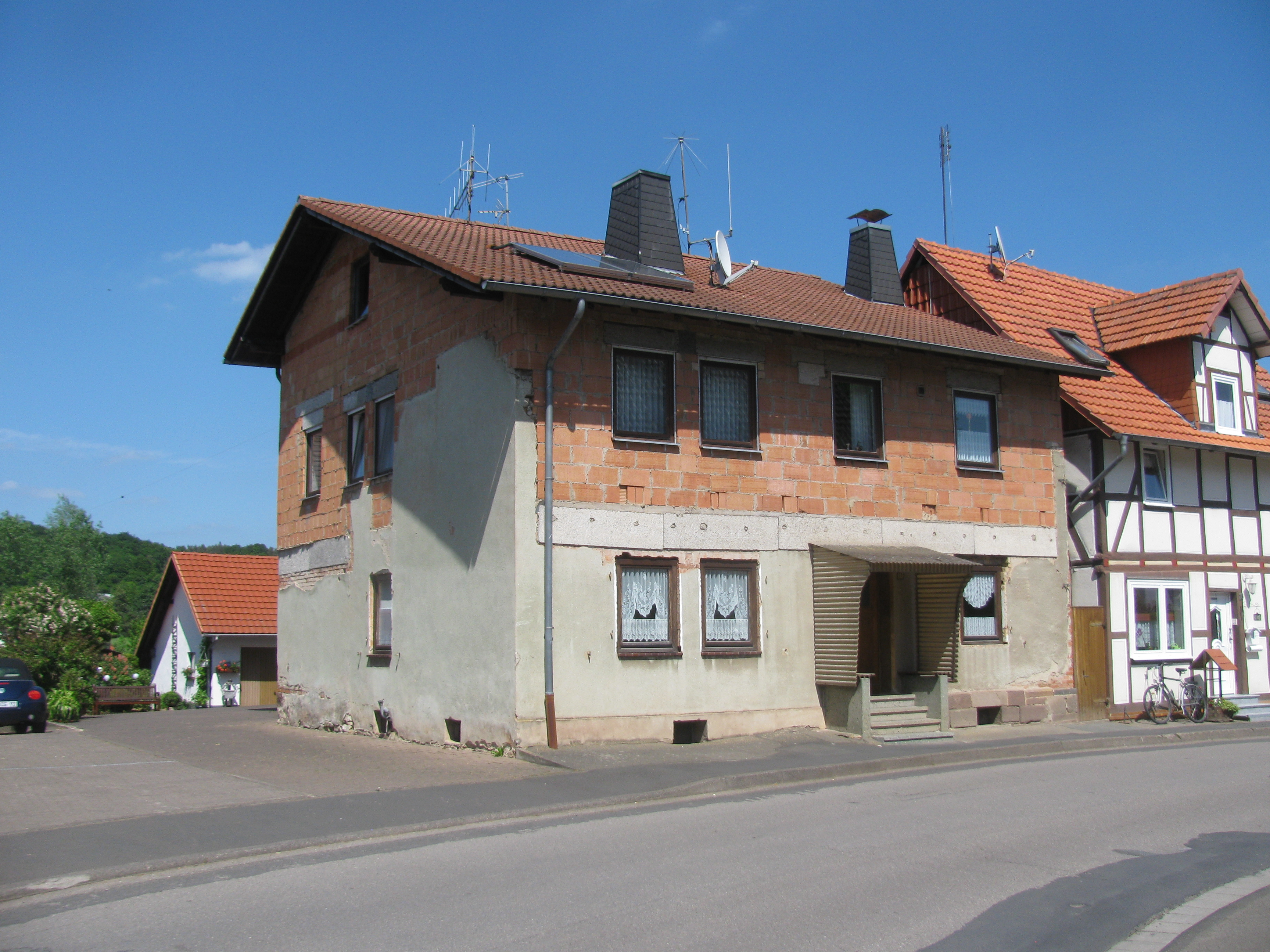
Grebensteiner Straße 11
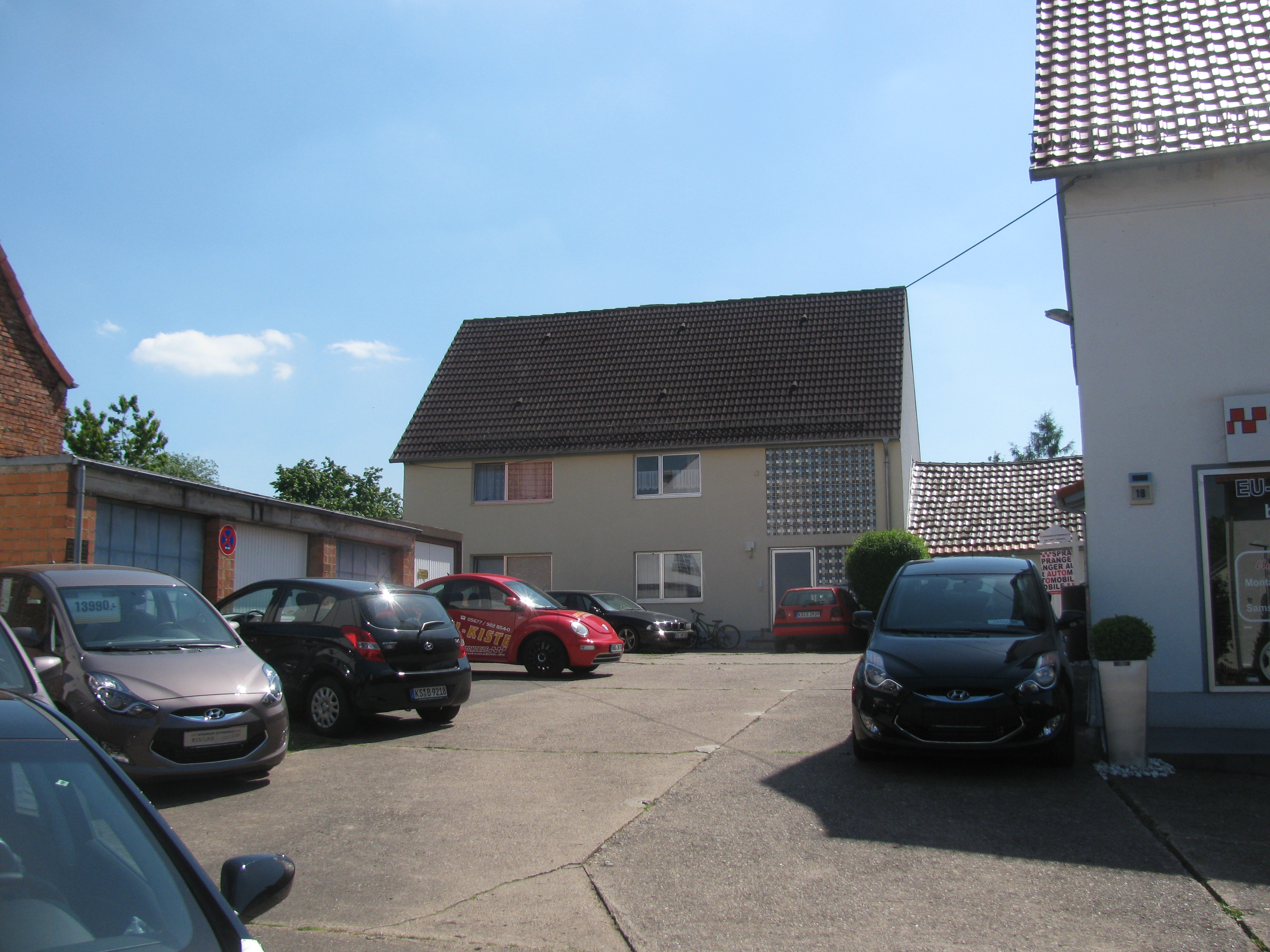
Grebensteiner Straße 20
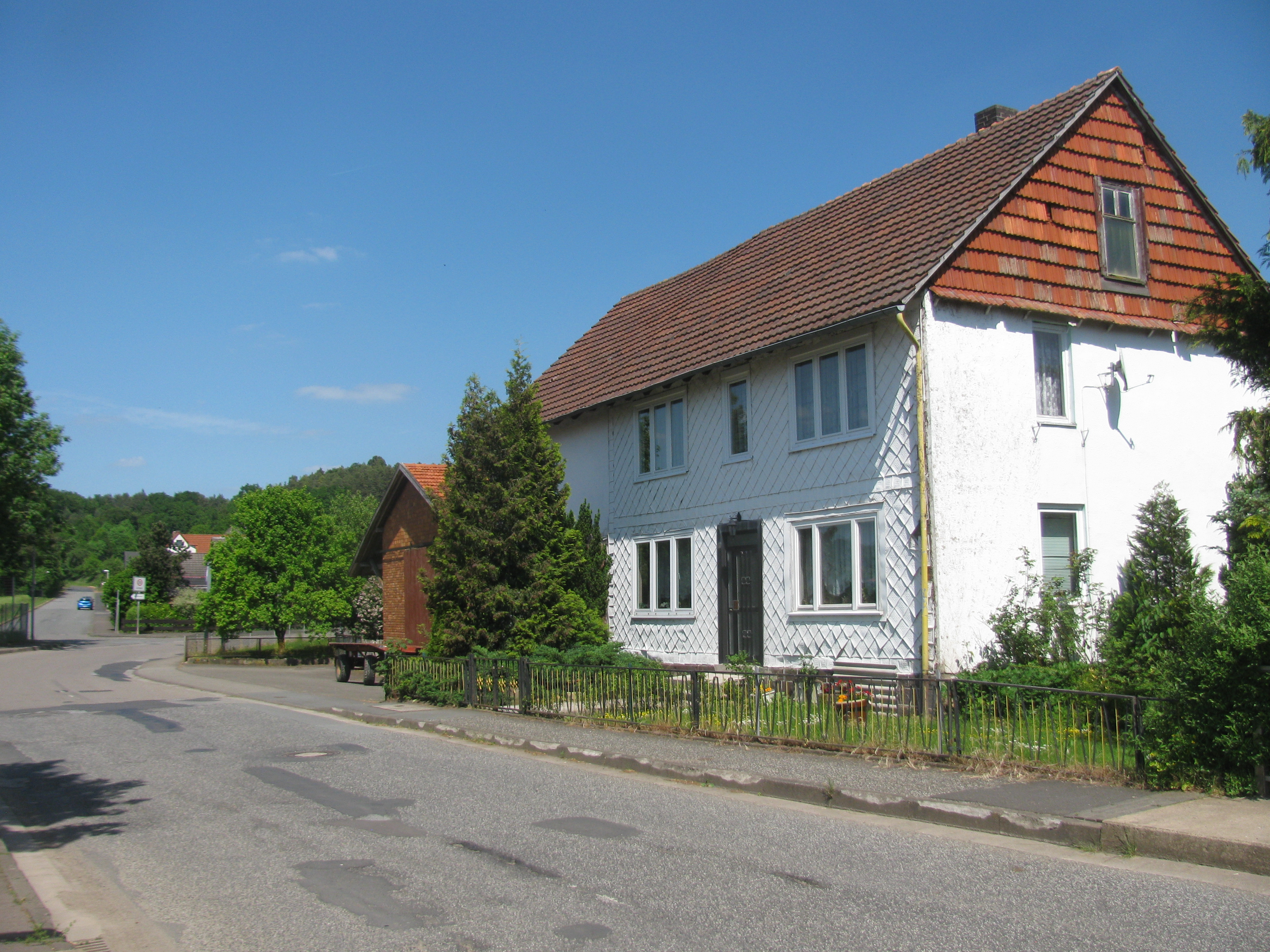
Grebensteiner Straße 24
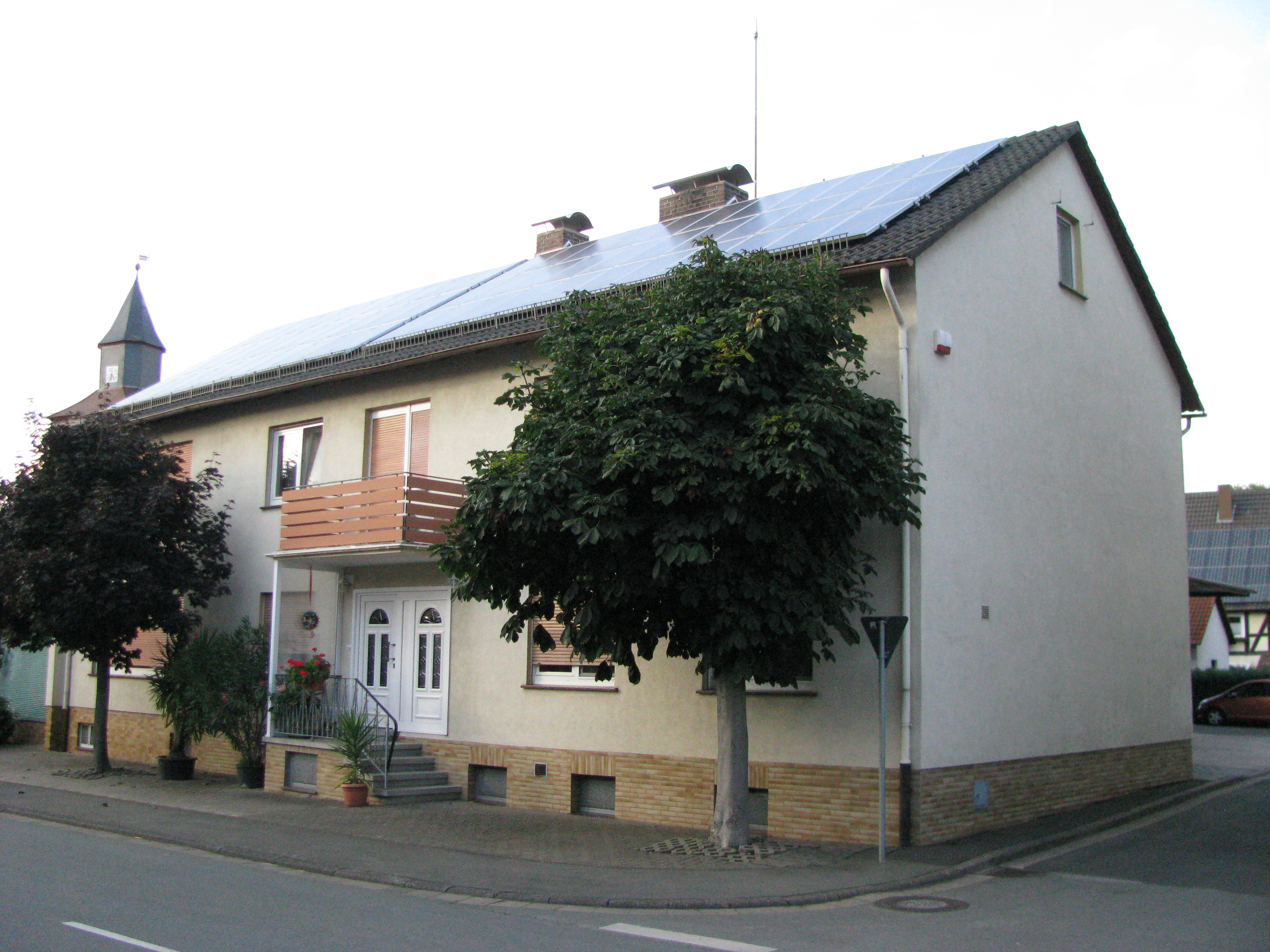
Kasseler Straße 20
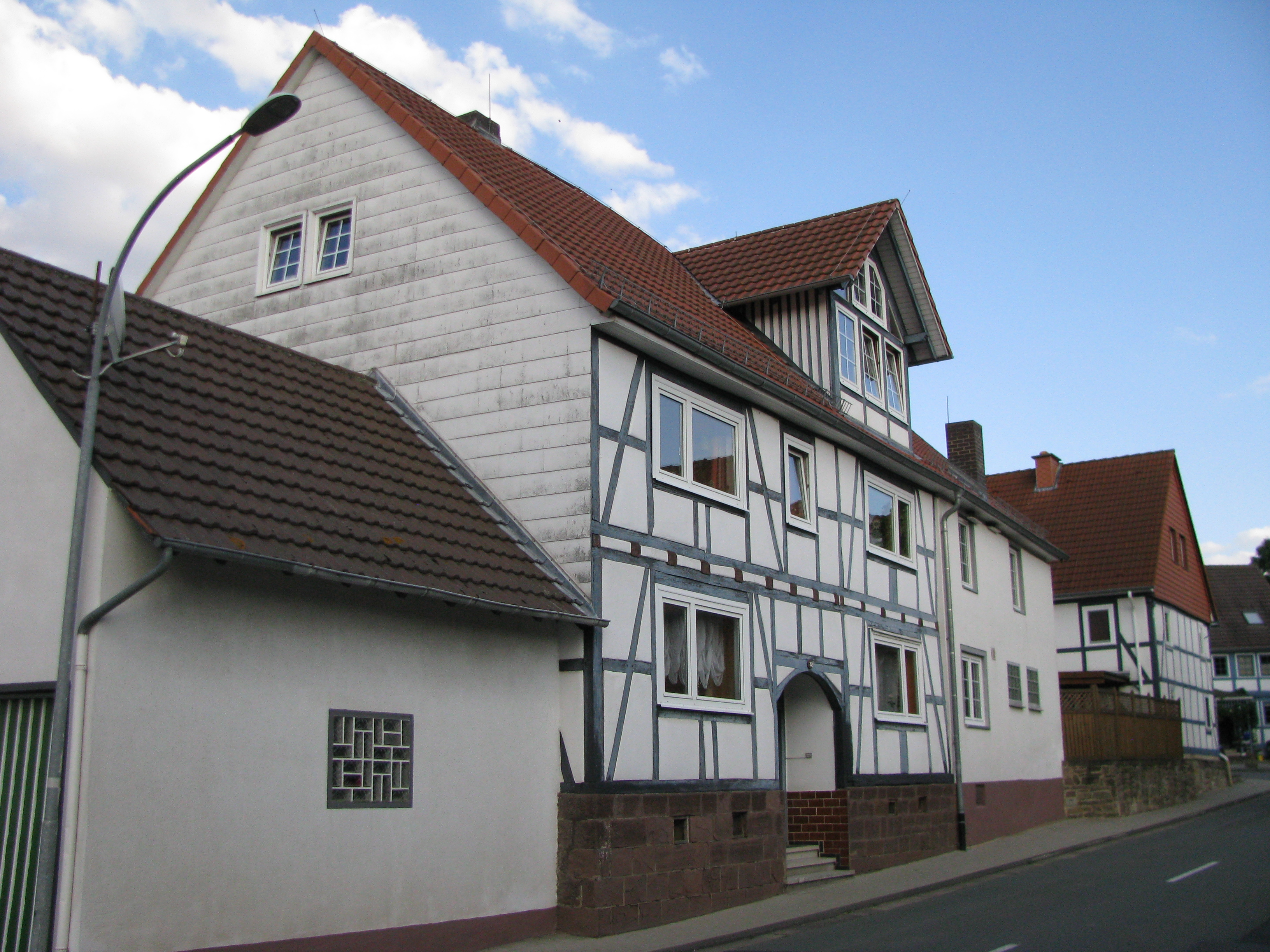
Kasseler Straße 32
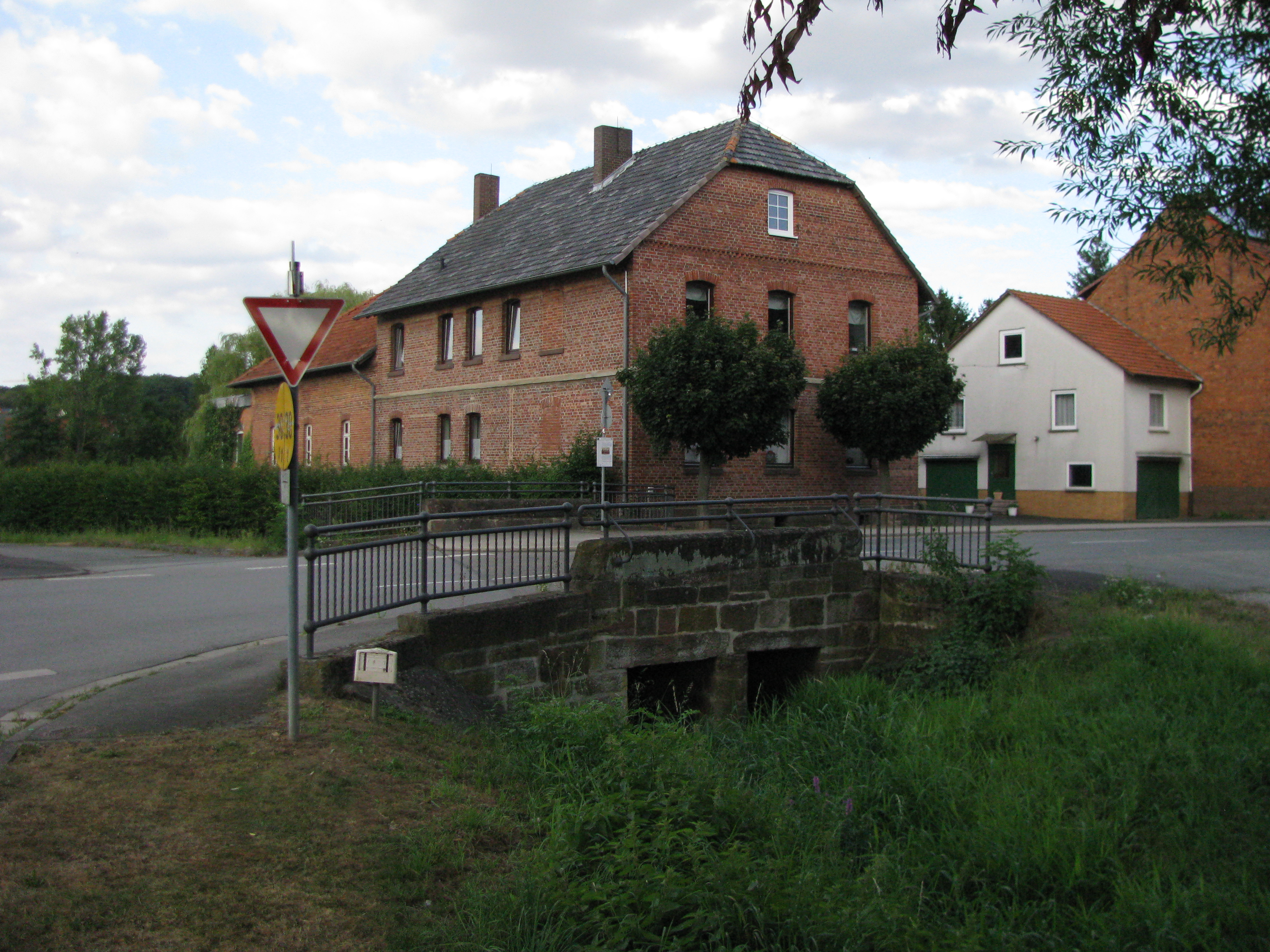
Kasseler Straße 42